# Bahtaj
Bahtaj är en ort i Mexiko.   Den ligger i kommunen Chilón och delstaten Chiapas, i den sydöstra delen av landet, 800 km öster om huvudstaden Mexico City. Bahtaj ligger 867 meter över havet och antalet invånare är 109.
Terrängen runt Bahtaj är huvudsakligen kuperad, men västerut är den bergig. Runt Bahtaj är det ganska tätbefolkat, med 54 invånare per kvadratkilometer. Närmaste större samhälle är Xaxajatic, 3,1 km väster om Bahtaj. I omgivningarna runt Bahtaj växer i huvudsak städsegrön lövskog.